# マデリーン・ルボー
マデリーン・ルボー（Madeleine LeBeau、1923年6月10日 - 2016年5月1日）は、フランス出身の女優。マドレーヌ・ルボーの表記もある。

## 若年期
1938年、ルボーは共演した劇で出合った俳優のマルセル・ダリオと結婚した（彼にとって二回目）。1939年、ルボーは自身初の映画で、メロドラマの『Jeunes filles en détresse』(苦悩する少女たち)に出演した。
1940年6月、ルボーとそのユダヤ人の夫ダリオは、ドイツ侵攻に先立ちパリを離れリスボンへ逃れた。彼らはチリへのビザを2か月をかけて手に入れてその船に乗った。しかし、途中のメキシコで停船した際、彼らのビザが偽造だと判明し、約200人の乗客と共に取り残された。結局、一時的にカナダ人のパスポートを手に入れ、アメリカ合衆国に入国した。
1941年、ルボーはオリヴィア・デ・ハヴィランド主演の『Hold Back the Dawn』でハリウッドデビューした。翌年、アイルランド系アメリカ人のプロボクサー、ジェームス・J・コーベットの人生を描いた、エロール・フリン主演の『鉄腕ジム』に出演した。

## 『カサブランカ』出演
1942年、ルボーは『カサブランカ』にリックに振られる女性のイヴォンヌ役で出演した。ワーナー・ブラザースは、1週間100ドル支払いの26週間で数作に出演する、という規約で彼女と契約した。6月22日、彼女がカサブランカでの出演シーンを撮影中に、夫ダリオ（『カサブランカ』でディーラーのエミールを演じた）は、ロサンゼルスで放棄を理由に離婚を申し立てた。まもなく、映画公開前に、ワーナー・ブラザースは彼女との契約を打ち切った。2008年夏、ジョイ・ペイジが亡くなり、ルボーは『カサブランカ』にクレジット表記された俳優の中で、生存している最後のひとりとなった。

## 『カサブランカ』後
『カサブランカ』の後、彼女はさらに2つのアメリカ映画に出演した。1943年、彼女の前夫と共に出演した戦争ドラマ、『Paris After Dark』で大きな役割を演じた。翌年、『百万人の音楽』で端役を演じた。
第二次世界大戦終結後、ルボーはフランスに戻り女優を続けた。1947年、『Les Chouans』に出演した。1950年、イギリスに渡りジーン・シモンズと共に『黄金の籠』に出演した。
彼女は主にフランスで、ブリジット・バルドー主演の『殿方ご免遊ばせ』（1957年）、フェデリコ・フェリーニ監督の『8 1/2』（1963年）を含む20作以上の映画に出演した。ルボーの最後の出演作の2つは、1965年のスペイン映画だった。1988年、イタリア人の脚本家トゥリオ・ピネリと結婚した。
2016年5月1日、大腿骨骨折に伴う合併症により、スペインで死去。92歳没。